# 索拉塔

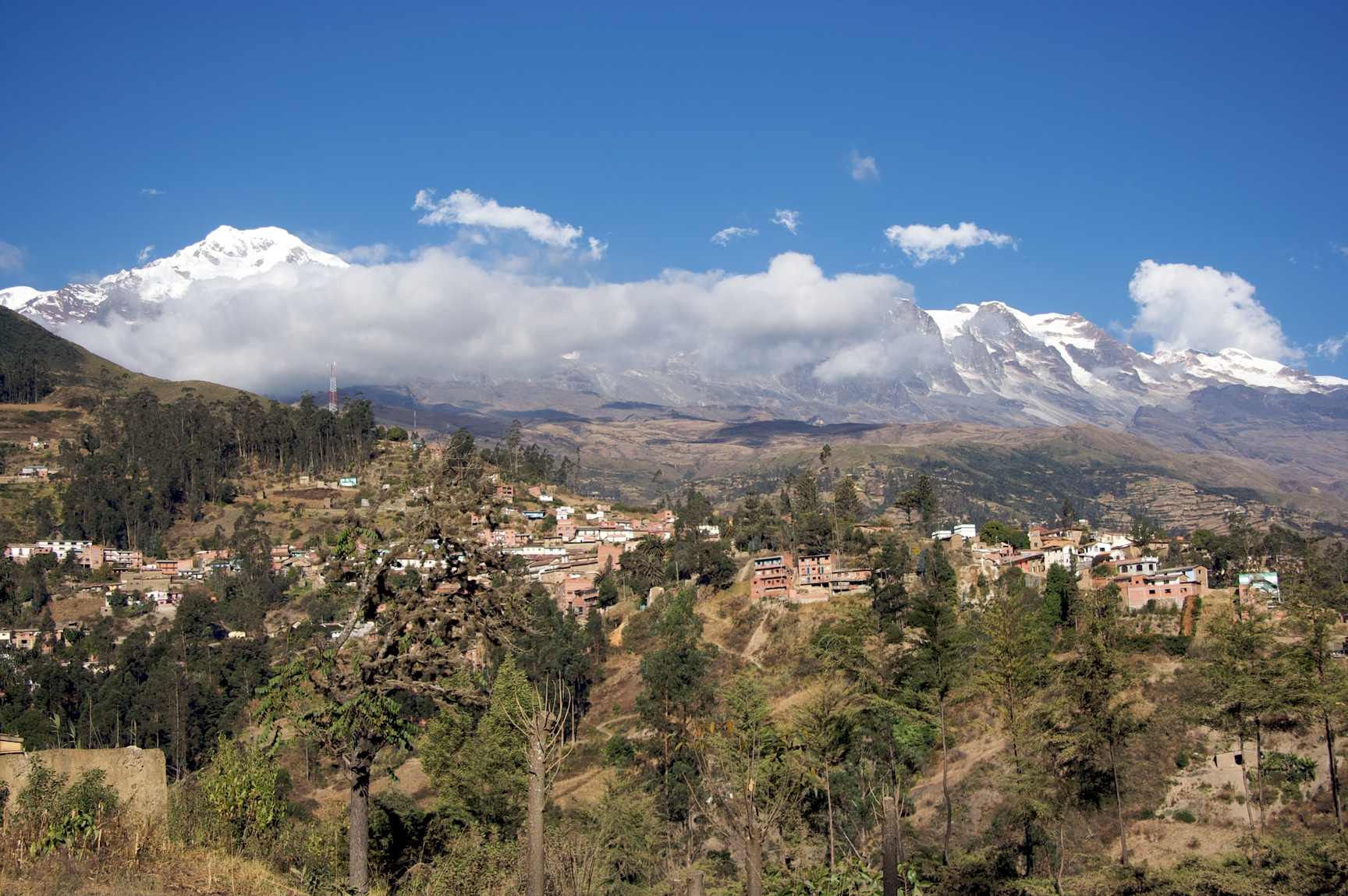

索拉塔是玻利維亞的城鎮，由拉巴斯省負責管轄，位於該國西部，距離首府拉巴斯150公里，海拔高度2,674米，每年平均降雨量約650毫米，2010年人口2,486。

## 外部連結
- Map of Larecaja Province
- Official Sorata Website

15°46′24″S 68°38′53″W / 15.77333°S 68.64806°W